# Acacia polhillii
Acacia polhillii é uma espécie de leguminosa do gênero Acacia, pertencente à família Fabaceae.